# Gemmaklooster
Het Gemmaklooster is een voormalig klooster van de zusters Passionisten te Sittard, gelegen aan Leyenbroekerweg 52 in de wijk Leyenbroek.
Het klooster met bijbehorende Gemmakapel werd ontworpen door Jos Wielders en gebouwd in 1938 in opdracht van de zusters Passionisten van Haastrecht. Het betrof slotzusters en daarom had het gebouw een gesloten karakter (gebedsburcht). Het complex is min of meer U-vormig om een binnentuin gegroepeerd en afgesloten door een tuinmuur. Het burcht-karakter wordt benadrukt door ronde hoektorentjes met een opvallend hoge spits.
Het geheel is opgetrokken in baksteen en is gebouwd in traditionalistische, naar gotiek zwemende stijl. Zo wordt de Gemmakapel overwelfd door een kruisribgewelf en is het interieur ervan bekleed met ongelijke blokken witte mergelsteen. Het complex heeft een vrijwel gaaf oorspronkelijk interieur, ook vele meubelen zijn door Jos Wielders ontworpen. Joep Nicolas vervaardigde het ronde glas-in-loodvenster aan de achterzijde van de kapel, voorstellende episoden uit het leven van de Heilige Gemma, en daarnaast ook een aantal andere ramen. Er zijn bronzen kruiswegstaties.
Eind 1997 verlieten de zusters het klooster, dat sinds 2013 eigendom is van de Stichting Gemmakapel. De kapel wordt nog steeds voor liturgische vieringen gebruikt. Het klooster kreeg in 2019 een nieuwe bestemming: Woningen met 24-uurs zorg voor kwetsbare ouderen met dementie.
Klooster en kapel zijn geklasseerd als Rijksmonument.